# 大分市立森岡小学校
大分市立森岡小学校（おおいたしりつ もりおかしょうがっこう）は、大分県大分市にある公立小学校である。

## 概要
大分市の中南部に位置する学校で、標高約60mの守岡山という台地上にある。豊後国志等によれば、この台地には中世には守岡堡と呼ばれる山城があったとされ、本校の建設に当たって調査が行われた結果、弥生時代中期-終末、古墳時代初期、平安・鎌倉時代の複合遺跡（守岡遺跡）が発掘されている。

## 沿革
- 1976年（昭和51年）4月1日 - 大分市立滝尾小学校から分離して開校[3][4]。
- 1976年（昭和51年）9月6日 - プール竣工。
- 1977年（昭和52年）3月9日 - 体育館竣工。

## 通学区域
津守、富岡、曲1-8組